# راهول کانولی پراوین
راهول کانولی پراوین (انگلیسی: Rahul K. P.؛ زادهٔ ۱۶ مارس ۲۰۰۰) بازیکن فوتبال اهل هند است.
وی همچنین در تیم‌های ملی فوتبال زیر ۱۷ سال، زیر ۲۰ سال، زیر ۲۳ سال و بزرگسالان هند بازی کرده‌است.